# Stern-Volmer-Gleichung

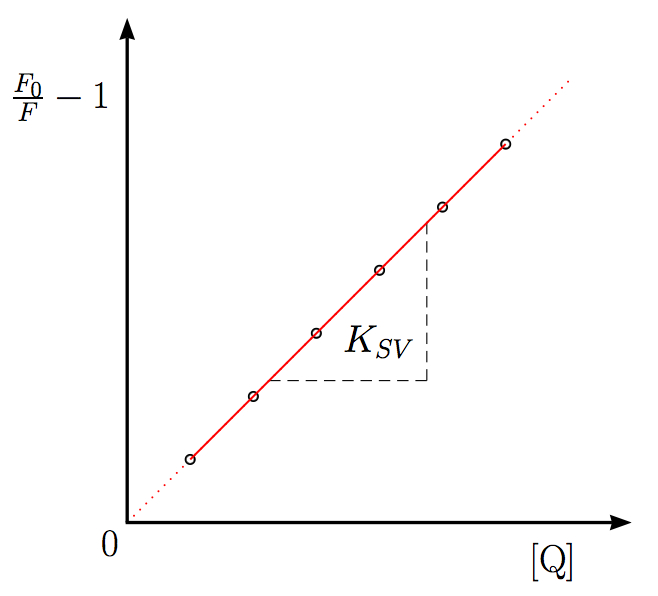
Stern-Volmer-Plot: Es wurde der Term gegen die Konzentration des Quenchers aufgetragen. Der Anstieg des linearen Verlaufes (rote durchgezogene und gepunktete Linie) der Stern-Volmer-Gleichung entspricht der Stern-Volmer-Konstante. Werden Messungen von, bei bekannter Konzentration des Quenchers im Stern-Volmer-Plot aufgetragen (im Diagramm eingezeichnete Punkte) und wird eine lineare Regression durchgeführt, so kann die Stern-Volmer-Konstante experimentell ermittelt werden.

Die Stern-Volmer-Gleichung beschreibt in der Physikalischen Chemie die Abhängigkeit der Quantenausbeute bzw. der Intensität der Fluoreszenz eines fluoreszierenden Farbstoffes von der Konzentration von Stoffen, die die Fluoreszenz löschen (sogenannte Quencher). Mit der Stern-Volmer-Gleichung kann unter bestimmten Umständen auch die Abhängigkeit der Lebensdauer des angeregten Zustandes eines fluoreszierenden Farbstoffes von der Konzentration des Quenchers beschrieben werden.
Die Gleichung entstammt einer Zusammenarbeit der Physikochemiker Otto Stern und Max Volmer am physikochemischen Institut der Berliner Universität bei Walther Nernst. Die Stern-Volmer-Gleichung wurde von Stern und Volmer 1919 in dem Artikel Über die Abklingungszeit der Fluoreszenz, der in dem wissenschaftlichen Journal Physikalische Zeitschrift erschien, zum ersten Mal beschrieben.
Die Gleichung lautet in ihrer klassischen Form:
{\displaystyle {\frac {F_{0}}{F}}=1+K_{SV}\cdot [\mathrm {Q} ]}
Dabei ist {\displaystyle F_{0}} die Fluoreszenzintensität des fluoreszierenden Farbstoffes (des Fluorophors) in Abwesenheit des Quenchers, {\displaystyle F} die Fluoreszenzintensität desselben in Anwesenheit des Quenchers, {\displaystyle \mathrm {[Q]} } die Konzentration des Quenchers und {\displaystyle K_{SV}} die Stern-Volmer-Konstante.
Häufig wird folgende Schreibweise der Stern-Volmer-Gleichung bevorzugt:
{\displaystyle {\frac {F_{0}}{F}}-1=K_{SV}\cdot \mathrm {[Q]} }
Wird der Term {\displaystyle (F_{0}/F)-1} gegen die Konzentration {\displaystyle \mathrm {[Q]} } aufgetragen, so ergibt sich ein einfacher linearer Zusammenhang. Der Anstieg der Geraden ist dann die Stern-Volmer-Konstante {\displaystyle K_{SV}}.
Eine wichtige Voraussetzung für die Gültigkeit der Stern-Volmer-Gleichung ist die gleiche Erreichbarkeit aller Moleküle des Fluorophors durch den Quencher: für alle Moleküle des Fluorophors muss die gleiche Stern-Volmer-Konstante {\displaystyle K_{SV}} gelten. Ist ein Teil der Moleküle des Fluorophors für den Quencher besser bzw. schlechter erreichbar – und damit deren Fluoreszenz besser bzw. schlechter löschbar – so ist die Stern-Volmer-Gleichung in der obigen Form nicht anwendbar. Sie muss dann abgewandelt werden.
Eine andere wichtige Voraussetzung der Stern-Volmer-Gleichung ist, dass der Quencher die Fluoreszenz nur auf eine Weise löschen darf. Löscht der Quencher die Fluoreszenz auf verschiedene Weisen, so ist die Stern-Volmer-Gleichung in der obigen Form nicht anwendbar. Sie muss dann abgewandelt werden.

## Die Stern-Volmer-Konstante bei dynamischer Fluoreszenzlöschung

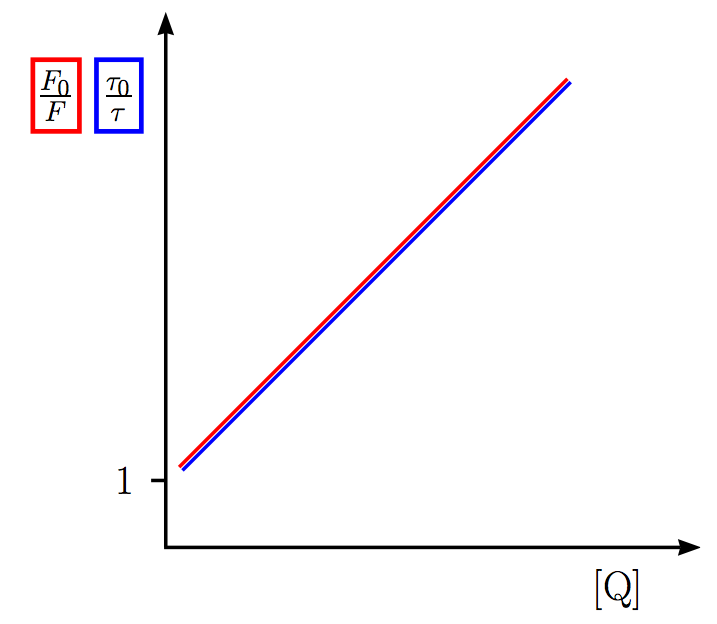
Stern-Volmer-Plot für die dynamische Fluoreszenzlöschung. Es wurde der Term (rot dargestellt) und der Term (blau dargestellt) gegen die Konzentration des Quenchers aufgetragen. Bei der dynamischen Fluoreszenzlöschung sind die beiden Verläufe genau gleich.

Bei der dynamischen Fluoreszenzlöschung – auch als dynamic quenching oder dynamisches Quenching bezeichnet – kollidiert der Quencher mit dem Fluorophor. Befindet sich der Fluorophor bei der Kollision in seinem angeregten Zustand, so geht der Fluorophor aus dem angeregten Zustand in seinen Grundzustand zurück, ohne dabei Photonen zu emittieren. Daher wird die dynamische Fluoreszenzlöschung auch als Stoßlöschung bezeichnet. Die dynamische Fluoreszenzlöschung beruht also darauf, dass die Energie des angeregten Fluorophors strahlungslos abgegeben wird.
Die Stern-Volmer-Konstante lautet für die dynamische Fluoreszenzlöschung:
{\displaystyle K_{SV}=K_{d}=\tau _{0}\,k_{q}}
Dabei ist {\displaystyle k_{q}} die bimolekulare Quenchingkonstante und {\displaystyle \tau _{0}} die Lebensdauer des angeregten Zustandes des Fluorophors in Abwesenheit des Quenchers.
Die bimolekulare Quenchingkonstante {\displaystyle k_{q}} kann aus der Lebenszeit {\displaystyle \tau _{0}} des ungestörten Fluorophors ({\displaystyle \mathrm {[Q]} }=0), und der Lebenszeit {\displaystyle \tau } des Fluorophors für die Quencherkonzentration {\displaystyle \mathrm {[Q]} } direkt berechnet werden:
{\displaystyle k_{q}={\frac {1}{\mathrm {[Q]} }}\cdot \left({\frac {1}{\tau }}-{\frac {1}{\tau _{0}}}\right)}
Die bimolekulare Quenchingkonstante {\displaystyle k_{q}} wird auch dargestellt als:
{\displaystyle k_{q}=\gamma \cdot k_{0}}
Dabei ist {\displaystyle k_{0}} der bimolekulare Ratenkoeffizient für Kollisionen: dieser Koeffizient gibt an, mit welcher Wahrscheinlichkeit das Fluorophormolekül und das Quenchermolekül miteinander kollidieren. Der bimolekulare Ratenkoeffizient {\displaystyle k_{0}} kann mit der Smoluchowski-Gleichung berechnet werden. Der Parameter {\displaystyle \gamma } ist die Quencheffizienz und gibt an, mit welcher Wahrscheinlichkeit der Quencher das angeregte Fluorophor bei einer Kollision löscht. Die Quencheffizienz kann Werte zwischen null und eins annehmen: Ist {\displaystyle \gamma } gleich null, so wird das angeregte Fluorophor durch den Quencher nie gelöscht, egal wie häufig dieser das Fluorophor trifft. Der Quencher ist im Sinne der dynamischen Fluoreszenzlöschung dann gar kein Quencher. Ist die Quencheffizienz gleich eins, so löscht der Quencher das angeregte Fluorophor bei jedem sich ereignendem Stoß.
Für die dynamische Fluoreszenzlöschung ist die Abnahme der Lebensdauer {\displaystyle \tau } des angeregten Zustandes in der Anwesenheit des Quenchers charakteristisch. Je langlebiger der angeregte Zustand ist, desto wahrscheinlicher wird eine Kollision zwischen dem Quencher und dem angeregten Fluorophor und damit auch dessen Löschung. Für die dynamische Fluoreszenzlöschung gilt daher folgendes Verhältnis:
{\displaystyle {\frac {F_{0}}{F}}={\frac {\tau _{0}}{\tau }}=1+K_{d}\cdot \mathrm {[Q]} }
Für die gleiche Konzentration des Quenchers wird bei der dynamischen Fluoreszenzlöschung bei steigender Temperatur der Wert für die {\displaystyle K_{d}} prinzipiell größer, d. h. der Quencher löscht bei höherer Temperatur stärker als bei niedrigerer Temperatur: die Diffusionsgeschwindigkeit des Quenchers – und damit auch der bimolekulare Ratenkoeffizient {\displaystyle k_{0}} – nimmt bei steigender Temperatur zu, wodurch die Anzahl der Stöße mit dem Fluorophor, und damit die Anzahl der Löschvorgänge, ebenfalls zunimmt. Dies ist ein wichtiges Unterscheidungsmerkmal zwischen dynamischer und statischer Fluoreszenzlöschung, da es sich bei der statischen Fluoreszenzlöschung prinzipiell andersherum verhält.
Das bisherige galt für eine homogene Fluorophorpopulation. Liegt mehr als eine Fluorophorpopulation vor – wenn also mehrere Fluophore vorhanden sind bzw. wenn sich die Mitglieder einer Fluorophor-Spezies in unterschiedlichen chemischen Umgebungen aufhalten und sich dadurch in ihrem Fluoreszenzverhalten signifikant, d. h. messbar, unterscheiden – dann lautet die Stern-Volmer-Gleichung für die dynamische Fluoreszenzlöschung für eine heterogene Fluorophorpopulation:
{\displaystyle {\frac {F}{F_{0}}}=\sum _{i=1}^{n}{\frac {f_{i}}{1+K_{d,\,i}\,\mathrm {[Q]} }}}
Dabei ist {\displaystyle K_{d,\,i}} die Stern-Volmer-Konstante für das dynamische Quenching der iten Fluorophorpopulation und {\displaystyle f_{i}} ist der Anteil der iten Fluorophorpopulation an der Gesamtintensität der Fluoreszenz:
{\displaystyle f_{i}={\frac {F_{i}}{\sum _{i=1}^{n}F_{i}}}}
Dabei ist {\displaystyle F_{i}} die Fluoreszenzintensität der iten Fluorophorpopulation.

### Herleitung
Das Fluorophor F geht durch die Absorption eines Photons – symbolisiert durch den Ausdruck {\displaystyle h\cdot \nu _{\mathrm {Absorption} }} – in den angeregten Zustand F* über:
{\displaystyle \mathrm {F} +h\cdot \nu _{\text{Absorption}}\ {\xrightarrow {k_{a}}}\ \mathrm {F^{*}} }
Dabei ist {\displaystyle k_{a}} die Geschwindigkeitskonstante der Absorption, mit der das Fluorophor vom Grundzustand in den angeregten Zustand wechselt. Mit der Reaktionskonstante wird ausgedrückt, wie viele Edukte pro Sekunde in Produkte überführt werden.
Aus diesem angeregten Zustand kann das Fluorophor über verschiedenen Wege in den Grundzustand zurückkehren:
{\displaystyle \mathrm {(A)} \quad \mathrm {F^{*}} \ {\xrightarrow {k_{f}}}\ \mathrm {F} +h\cdot \nu _{\text{Emission}}}
{\displaystyle \mathrm {(B)} \quad \mathrm {F^{*}} \ {\xrightarrow {k_{w}}}\ \mathrm {F} +{\text{Wärme}}}
{\displaystyle \mathrm {(C)} \quad \mathrm {F^{*}+Q} \ {\xrightarrow {k_{q}}}\ \mathrm {F+Q^{'}} }
In (A) geht das Fluorophor durch die Emission eines Photons in den Grundszustand über (Fluoreszenz), in (B) geht die Energie des angeregten Zustandes durch andere Prozesse strahlungslos in Wärme über und in (C) wird der angeregte Zustand durch den Quencher {\displaystyle \mathrm {Q} } strahlungslos in den Grundzustand überführt. Dabei nimmt der Quencher die Energie des angeregten Zustandes des Fluorophors auf, symbolisiert durch Q'.
Die drei Reaktionswege (A), (B) und (C) besitzen die jeweiligen Geschwindigkeitskonstanten {\displaystyle k_{f}}, {\displaystyle k_{w}} und {\displaystyle k_{q}}.
Die Fluoreszenz-Quantenausbeute ist definiert als:
{\displaystyle \phi ={\frac {I_{e}}{I_{a}}}}
Dabei ist {\displaystyle I_{e}} die Anzahl der durch Fluoreszenz emittierten Photonen pro Zeitspanne und {\displaystyle I_{a}} ist die Anzahl der vom Fluorophor absorbierten Photonen pro Zeitspanne.
Die Anzahl der emittierten Photonen pro Zeitspanne bestimmt sich mit (A) aus der Konzentration an angeregten Fluorophor {\displaystyle \mathrm {[F^{*}]} } und {\displaystyle k_{f}} :
{\displaystyle I_{e}=k_{f}\cdot \mathrm {[F^{*}]} }
(siehe auch: Reaktion erster Ordnung)
Die Anzahl der absorbierten Photonen lässt sich, analog zu {\displaystyle I_{e}}, aus der Konzentration {\displaystyle \mathrm {[F]} } des Fluorophors F und der Geschwindigkeitskonstante {\displaystyle k_{a}} bestimmen. Da die angeregten Fluorophore F* durch die oben genannten Prozesse (A), (B) und (C) wieder in den Grundzustand zurückkehren, sind die beiden Prozesse Absorption und Verlust der Anregungsenergie durch die drei Prozesse (A), (B) und (C) im Gleichgewichtszustand gleich groß:
{\displaystyle I_{a}=k_{a}\cdot \mathrm {[F]} =k_{f}\cdot \mathrm {[F^{*}]} +k_{w}\cdot \mathrm {[F^{*}]} +k_{q}\cdot \mathrm {[Q]\cdot [F^{*}]} }
Dabei sind die Reaktionen (A) und (B) Reaktionen erster Ordnung, während Reaktion (C) eine Reaktion zweiter Ordnung darstellt.
Durch Ersetzen von {\displaystyle I_{e}} und {\displaystyle I_{a}} wird die Quantenausbeute der Fluoreszenz nach Kürzung um {\displaystyle \mathrm {[F^{*}]} } zu:
{\displaystyle \phi ={\frac {k_{f}}{k_{f}+k_{w}+k_{q}\cdot \mathrm {[Q]} }}}
In der Abwesenheit des Quenchers – d. h. {\displaystyle \mathrm {[Q]} =0} – ist die Quantenausbeute gleich:
{\displaystyle \phi _{0}={\frac {k_{f}}{k_{f}+k_{w}}}}
Das Verhältnis {\displaystyle (\phi _{0}/\phi )} ist gleich:
{\displaystyle {\frac {\phi _{0}}{\phi }}={\frac {k_{f}+k_{w}+k_{q}\cdot \mathrm {[Q]} }{k_{f}+k_{w}}}=1+{\frac {k_{q}\cdot \mathrm {[Q]} }{k_{f}+k_{w}}}}
Die Fluoreszenzlebensdauer des angeregten Zustandes in Abwesenheit des Quencher ist die inverse Summe der beiden Reaktionsgeschwindigkeiten {\displaystyle k_{f}}, {\displaystyle k_{w}} und {\displaystyle k_{q}\cdot \mathrm {[Q]} }. Reaktionskonstanten erster Ordnung haben die Einheit [1/s] (sprich: pro Sekunde), Reaktionskonstanten zweiter Ordnung haben die Einheit [1/(mol s)] (sprich: pro Sekunde und mol):
{\displaystyle \tau ={\frac {1}{k_{f}+k_{w}+k_{q}\cdot \mathrm {[Q]} }}}
In der Abwesenheit des Quenchers – d. h. {\displaystyle \mathrm {[Q]} =0} – ist die Fluoreszenzlebensdauer gleich:
{\displaystyle \tau _{0}={\frac {1}{k_{f}+k_{w}}}}
Wird in das Verhältnis {\displaystyle (\phi _{0}/\phi )} die Fluoreszenzlebenszeit {\displaystyle \tau _{0}} eingesetzt, so sich ergibt nach Umstellung die Gleichung:
{\displaystyle {\frac {\phi _{0}}{\phi }}=1+\tau _{0}\,k_{q}\cdot \mathrm {[Q]} }
Wird dagegen {\displaystyle \tau } und {\displaystyle \tau _{0}} in das Verhältnis {\displaystyle (\phi _{0}/\phi )} eingesetzt so ergibt sich:
{\displaystyle {\frac {\phi _{0}}{\phi }}={\frac {\tau _{0}}{\tau }}}
Wegen der direkten Proportionalität der Quantenausbeute {\displaystyle \phi } der Fluoreszenz zur Intensität {\displaystyle F} der Fluoreszenz folgt:
{\displaystyle {\frac {\phi _{0}}{\phi }}={\frac {F_{0}}{F}}=1+\tau _{0}\,k_{q}\cdot \mathrm {[Q]} }
und:
{\displaystyle {\frac {F_{0}}{F}}={\frac {\tau _{0}}{\tau }}}

## Die Stern-Volmer-Konstante bei statischer Fluoreszenzlöschung

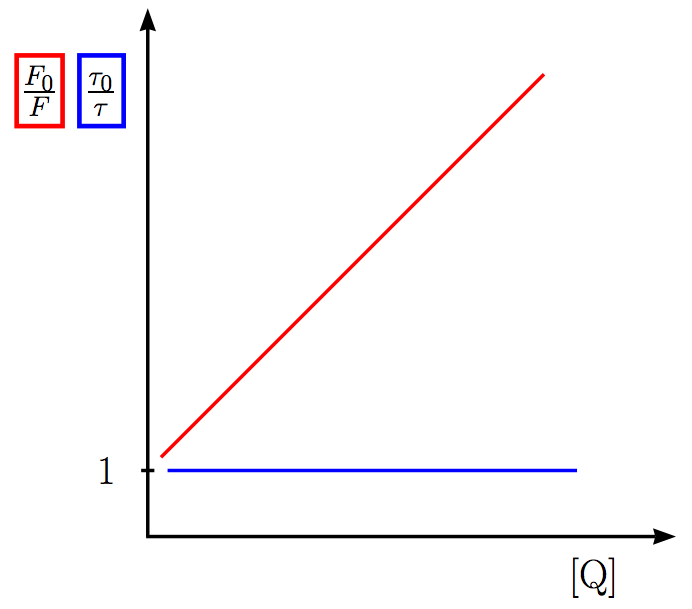
Stern-Volmer-Plot für die statische Fluoreszenzlöschung. Die Auftragung erfolgte wie im Bild zur dynamischen Fluoreszenzlöschung. Die statische Fluoreszenzlöschung kann anhand des Verhältnisses der Fluoreszenzlebensdauern von der dynamischen Fluoreszenzlöschung unterschieden werden.

Bei der statischen Fluoreszenzlöschung – auch als static Quenching oder statisches Quenching bezeichnet – bildet sich aus dem Fluorophor {\displaystyle \mathrm {F} } und dem Quencher {\displaystyle \mathrm {Q} } ein Komplex {\displaystyle \mathrm {FQ} }, der selbst nicht fluoresziert. Dies lässt sich anhand einer chemischen Gleichung beschreiben:
{\displaystyle \mathrm {F\;+\;Q\ \leftrightharpoons \ FQ} }
Das chemische Gleichgewicht {\displaystyle K_{s}} zwischen dem Fluorophor, dem Quencher und dem Komplex aus Fluororphor und Quencher, wird nach dem Massenwirkungsgesetz gebildet und ist gleich der Stern-Volmer-Konstante {\displaystyle K_{SV}}:
{\displaystyle K_{SV}=K_{s}=\mathrm {\frac {[FQ]}{[F][Q]}} }
Dabei ist {\displaystyle \mathrm {[FQ]} } die Konzentration des Komplexes aus Fluorophor und Quencher, {\displaystyle \mathrm {[F]} } die Konzentration des ungebundenen Fluorophors und {\displaystyle \mathrm {[Q]} } die Konzentration des ungebundenen Quenchers.
Bei der statischen Fluoreszenzlöschung ist das Verhältnis aus {\displaystyle \tau _{0}} und {\displaystyle \tau }, im Gegensatz zur dynamischen Fluoreszenzlöschung, gleich eins:
{\displaystyle {\frac {\tau _{0}}{\tau }}=1}
Das liegt daran, dass bei der statischen Fluoreszenzlöschung lediglich die Anzahl der anregbaren Fluorophore reduziert wird, während bei der dynamischen Fluoreszenzlöschung die Lebensdauer des angeregten Zustandes reduziert wird. Das Verhältnis der Lebensdauern bleibt bei der statischen Fluoreszenzlöschung daher konstant. Dieser Umstand ist ein wichtiges Unterscheidungsmerkmal für beide Arten der Fluoreszenzlöschung.
Für die gleiche Konzentration des Quenchers nimmt, bei steigender Temperatur, bei der statischen Fluoreszenzlöschung der Wert für die {\displaystyle K_{s}} prinzipiell ab. D. h. der Quencher löscht bei höheren Temperaturen schlechter, als bei niedrigeren Temperaturen: Bei höherer Temperatur wird der Quencher am Fluorophor schlechter gebunden, als bei niedrigerer Temperatur, weshalb sich die Anzahl der Quenchvorgänge bei steigender Temperatur verringert. Dies ist ein wichtiges Merkmal, um die statische Fluoreszenzlöschung von der dynamischen zu unterscheiden, da es sich bei der dynamischen Fluoreszenzlöschung prinzipiell andersherum verhält.

### Herleitung
Die Assoziationskonstante {\displaystyle K_{s}} lautet:
{\displaystyle K_{s}=\mathrm {\frac {[FQ]}{[F][Q]}} }
Die Gesamtkonzentration {\displaystyle \mathrm {[F]_{0}} } des Fluorophors setzt sich additiv aus der Konzentration des ungebundenen Fluorophors {\displaystyle \mathrm {[F]} } und der Konzentration des mit dem Quencher gebundenen Fluorophors {\displaystyle \mathrm {[FQ]} } zusammen:
{\displaystyle \mathrm {[F]_{0}=[F]+[FQ]} \,}
Wird diese Gleichung nach {\displaystyle \mathrm {[FQ]} } umgestellt und dann in die Gleichung der Assoziationskonstante {\displaystyle K_{s}} eingesetzt, ergibt sich:
{\displaystyle K_{s}=\mathrm {{\frac {[F]_{0}}{[F][Q]}}-{\frac {1}{[Q]}}} }
Diese Gleichung wird nun nach {\displaystyle \mathrm {([F]_{0}/[F])} } umgestellt:
{\displaystyle \mathrm {\frac {[F]_{0}}{[F]}} =1+K_{s}\cdot \mathrm {[Q]} }
Wegen der direkten Proportionalität der Fluoreszenzintensität {\displaystyle F} des Fluorophors zu seiner Konzentration {\displaystyle \mathrm {[F]} } folgt:
{\displaystyle \mathrm {\frac {[F]_{0}}{[F]}} ={\frac {F_{0}}{F}}=1+K_{s}\cdot \mathrm {[Q]} }

## Stern-Volmer-Gleichung bei gleichzeitiger dynamischer und statischer Fluoreszenzlöschung

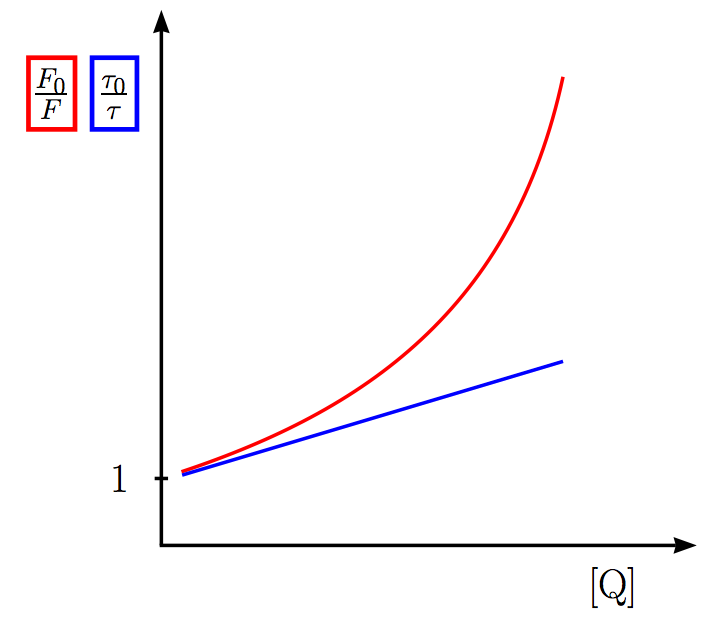
Stern-Volmer-Plot bei gleichzeitiger dynamischer und statischer Fluoreszenzlöschung. Die Auftragung erfolgte wie im Bild zur dynamischen Fluoreszenzlöschung.

Treten dynamische und statische Fluoreszenzlöschung gleichzeitig auf, so kann die Stern-Volmer-Gleichung in ihrer obigen Form nicht angewendet werden. Hier muss die Stern-Volmer-Gleichung der kombinierten Löschung verwendet werden:
{\displaystyle {\frac {F_{0}}{F}}=(1+K_{d}\cdot \mathrm {[Q]} )(1+K_{s}\cdot \mathrm {[Q]} )}
Dabei ist {\displaystyle K_{d}} die Stern-Volmer-Konstante für die dynamische und {\displaystyle K_{s}} die Stern-Volmer-Konstante der statischen Fluoreszenzlöschung. Der Plot der Stern-Volmer-Gleichung ist für die kombinierte Löschung nicht mehr linear. Ein nichtlineares Verhalten des Stern-Volmer-Plots weist deswegen auf die kombinierte Löschung hin.
Wegen des Zusammenhanges zwischen dynamischer Fluoreszenzlöschung und der Fluoreszenzlebensdauer {\displaystyle \tau } kann die Stern-Volmer-Gleichung der kombinierten Löschung auch geschrieben werden als:
{\displaystyle {\frac {F_{0}}{F}}={\frac {\tau _{0}}{\tau }}\cdot (1+K_{s}\cdot \mathrm {[Q]} )}
Der Wert des Verhältnisses {\displaystyle (\tau _{0}/\tau )} der Lebensdauern muss bei der kombinierten Löschung zwischen dem Wert für die dynamische und die statische Fluoreszenzlöschung liegen:
{\displaystyle {\frac {F_{0}}{F}}>{\frac {\tau _{0}}{\tau }}>1}
Dieses Verhalten ist daher ebenfalls ein Hinweis auf die kombinierte Fluoreszenzlöschung.
Ist das Verhältnis {\displaystyle (\tau _{0}/\tau )} der Lebensdauern bekannt, so kann die Gleichgewichtskonstante {\displaystyle K_{s}} der statischen Fluoreszenzlöschung mittels der Stern-Volmer-Gleichung für die kombinierte Löschung ermittelt werden.
Durch Umstellen der Stern-Volmer-Gleichung für die kombinierte Löschung erhält man eine linearisierte Form der Gleichung:
{\displaystyle \left({\frac {F_{0}}{F}}-1\right)\cdot {\frac {1}{\mathrm {[Q]} }}=\left(K_{d}+K_{s}\right)+K_{d}\cdot K_{s}\cdot \mathrm {[Q]} }
Trägt man den linken Term der Gleichung gegen die Konzentration {\displaystyle \mathrm {[Q]} } auf, so erhält man im Stern-Volmer-Plot wiederum einen einfachen linearen Zusammenhang. Aus dem Anstieg {\displaystyle (K_{d}\cdot K_{s})} und dem Achsenabschnitt {\displaystyle (K_{d}+K_{s})} können dann die Werte für {\displaystyle K_{d}} und {\displaystyle K_{s}} ermittelt werden.

## Anwendungen der Stern-Volmer-Gleichung
In Makromolekülen, wie z. B. Proteinen, können Fluorophore, wie z. B. die Aminosäure Tryptophan, für verschiedene Quencher unterschiedlich gut erreichbar sein. Diese Erreichbarkeit des Fluorophors hängt unter anderem von der Ladung und der Größe des Quenchers ab.
So ist ein Tryptophanrest in Proteinen für den geladenen Quencher Iodid I− nur erreichbar, wenn der Tryptophanrest an der Oberfläche des Proteins in das wässrige Medium reicht. In hydrophobe Bereiche kann Iodid nur schlecht vordringen. Für den Quencher Acrylamid ist ein Tryptophanrest nur erreichbar, wenn er sich an der Oberfläche und in keiner zu kleinen Tasche befindet: Acrylamid kann aufgrund seiner Größe nicht in jede "Ecke" des Proteins vordringen. Der Quencher O2 (bimolekularer Sauerstoff) dagegen kann auch Tryptophane löschen, die tief im Protein verborgen sind, da er klein genug und ungeladen ist.
Dieses Wissen kann verwendet werden, um die relative Lage von Fluorophoren, wie Tryptophan, in Proteinen zu ermitteln. Dazu können die Stern-Volmer-Plots für verschiedene Quencher verglichen werden oder das Protein wird im gefalteten und im ungefalteten Zustand untersucht, so dass vorher unzugängliche Fluorophore mit der Entfaltung des Proteins für den verwendeten Quencher zugänglich werden.